# (73842) 1996 HO22
(73842) 1996 HO22 – planetoida z pasa głównego asteroid okrążająca Słońce w ciągu 4,53 lat w średniej odległości 2,74 j.a. Odkryta 18 kwietnia 1996 roku.